# Armo strömmen
Armo strömmen är ett sund i Finland. Det ligger i landskapet Egentliga Finland, i den sydvästra delen av landet, 190 km väster om huvudstaden Helsingfors.
Armo strömmen ligger mellan Björkö i väster och öarna Armo och Östra Långholm i öster. Sundet binder samman Källarfjärden i söder med Mossala sund i norr. Den grenar ut sig i Norrnäs strömmen mellan Armo och Östra Långholm.